# Leão, o Diácono
Leão, o Diácono foi um historiador e cronista bizantino.

## Biografia
Ele nasceu por volta de 950 em Calos, na Ásia Menor, e foi educado em Constantinopla, onde ele se tornou um diácono no palácio imperial. Enquanto estava na capital, ele escreveu uma história cobrindo os reinados de Romano II, Nicéforo II Focas, João I Tzimisces e o início de Basílio II Bulgaróctono. Geralmente, suas observações são baseadas em suas próprias experiências como testemunha ocular dos eventos. Seu estilo já foi descrito como "clássico", pois ele emprega uma linguagem que lembra a de Homero e outros historiadores da Grécia Antiga, como Agátias.
Leão é particularmente conhecido por sua descrição de Esvetoslau I, que invadiu a Bulgária em 969 e lutou contra as forças imperiais bizantinas pelo território.